# Seis Dias de Paris
Os Seis Dias de Paris foi uma corrida de seis dias, prova de ciclismo em pista anual, criada por Bob Desmarets. organizada em seis dias, organizada em 1913 e 1914, de 1921 a 1939, de 1946 a 1958, e de 1984 a 1989 (salvo em 1987). Ricamente dotada, era muito popular antes da Segunda Guerra Mundial e era a principal competição deste tipo na França.
Em Janeiro de 1913, Floyd MacFarland, antigo corredor estadounidense mas também director e organizador, tinha organizado a primeira carreira de seis dias a Paris no Velódromo de Inverno com três equipas estadounidenses.
A equipa Léon Hourlier-Léon Comès consegue a segunda prova dos Seis Dias de Paris. Todos os especialistas da competição do Madison Square Garden, de Salt-Lake-City, de Boston, de Melbourne eram batidos por ambos Franceses. Hourlier o « tosquiador » todos os Americanos e os Australianos no posto durante um último « rush » que surpreendeu Goullet e Clark, deixou o loiro Joé Fogler estupefacto, Floyd MacFarland ahuri, e os desportistas franceses na alegria.
A competição manteve-se de 1913 a 1958 no Velódromo de inverno de Paris, igualmente chamado « Vel' de Hiv' » na linguagem popular, Ernest Hemingway. estava entre o público e, a partir daí que, tem sido tomado pelo vírus dos Seis Dias.
La Houppa anima os Seis Dias em 1936 e obteve de retorno o gordo sucesso. Os corredores são eles mesmos em cima dos seus pedais, o acompanham num burburinho indescritível.
A competição foi organizada de 1984 a 1989 ao Palácio omnisports de Paris-Bercy.

## Palmarés

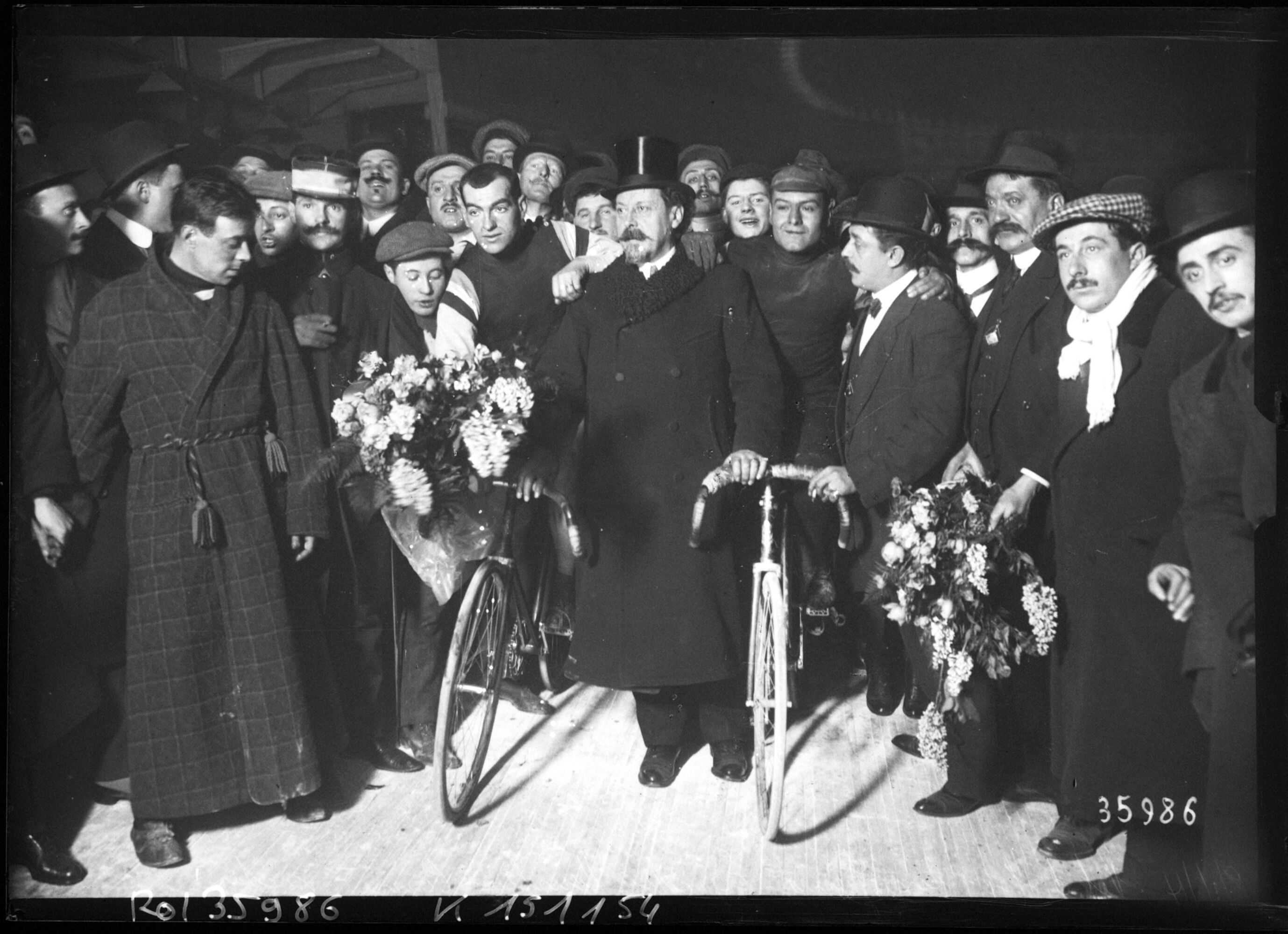
Léon Hourlier e Léon Comès, vencedores dos Seis Dias de Paris 1914

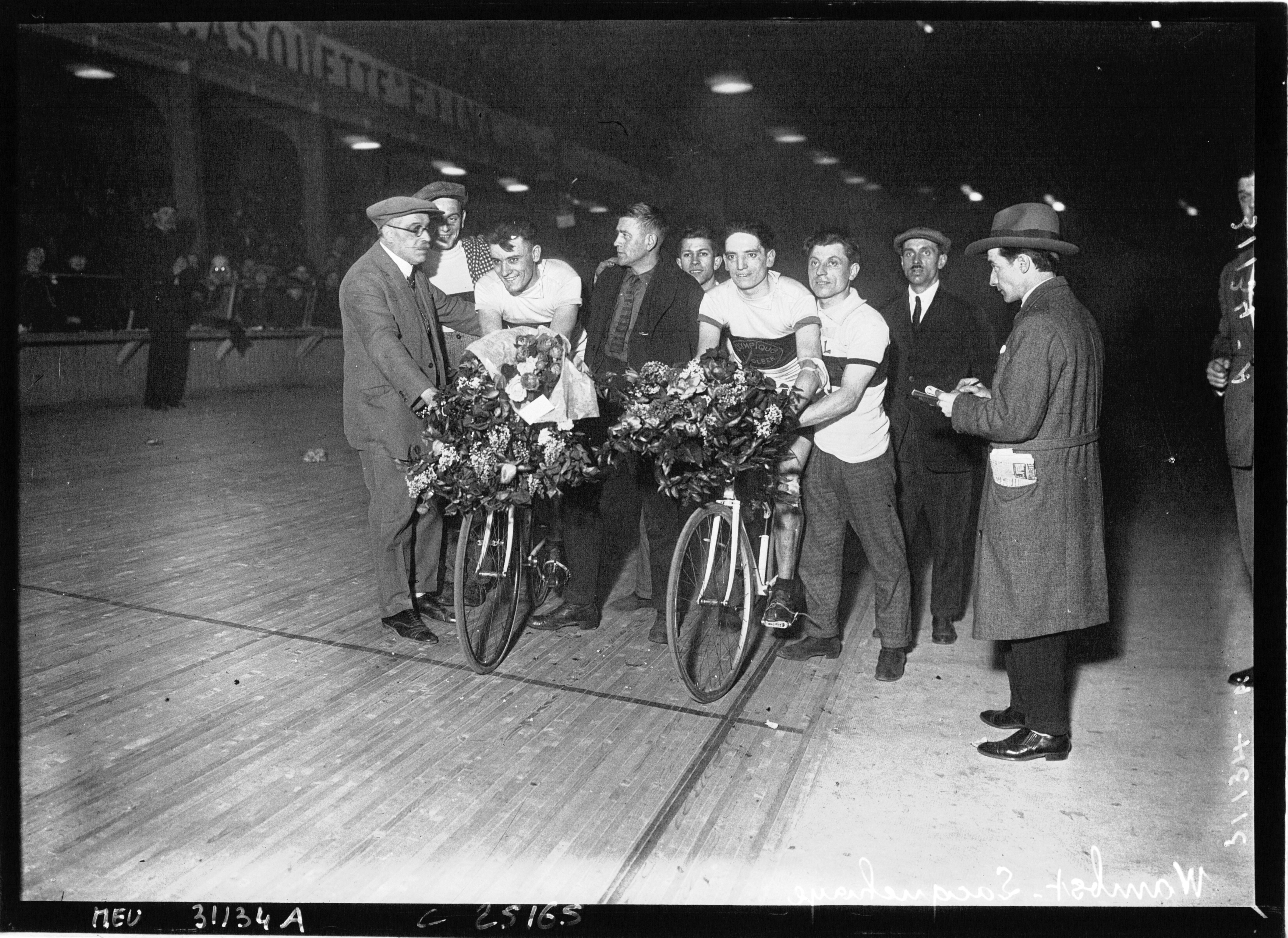
Georges Wambst e Charles Lacquehay após a sua vitória nos 6 dias, Vel'de Hiv' 1926

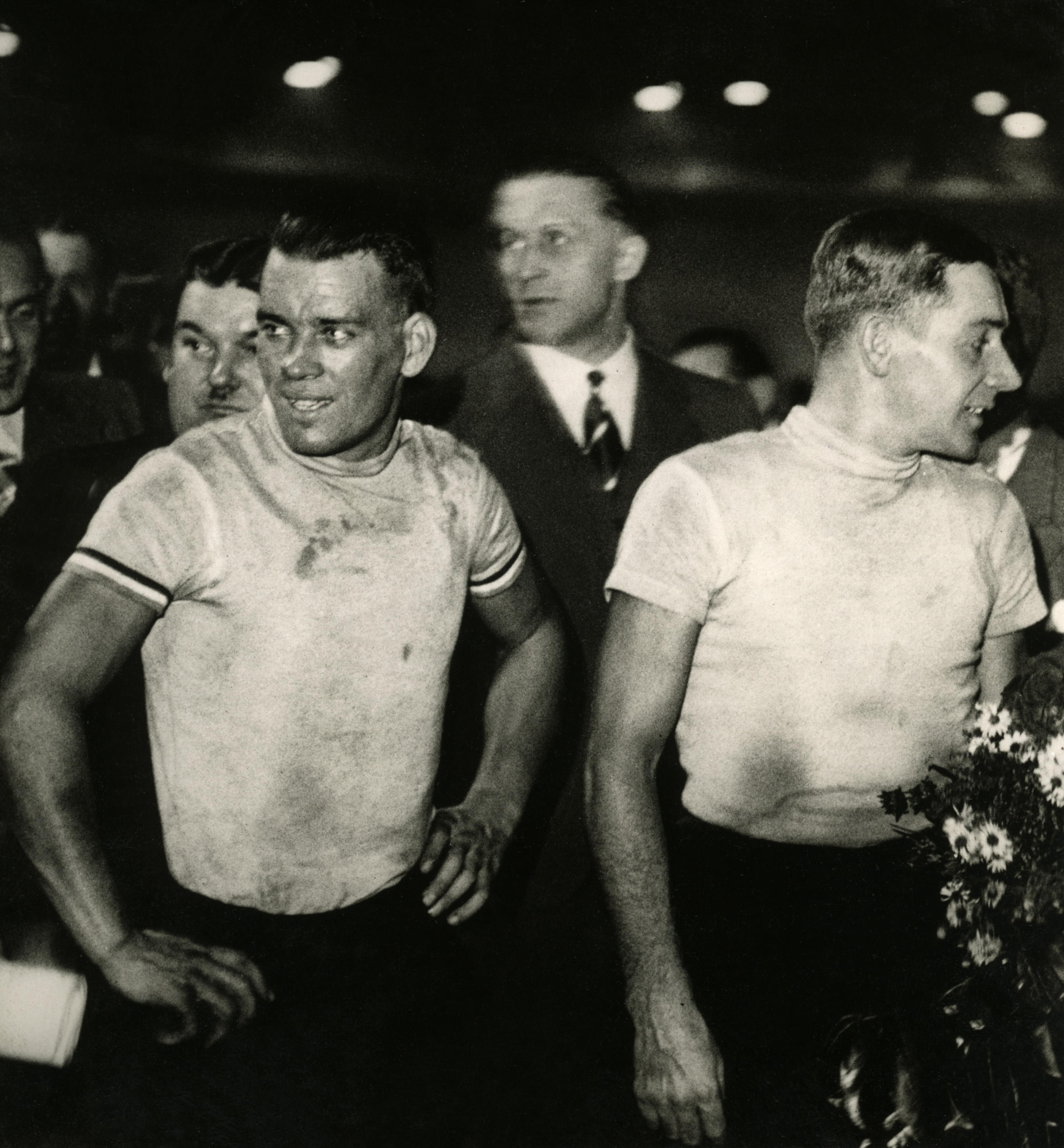
Kees Pellenaars e Adolf Schön, 1936

| Ano              | Ganhador                                             | Segundo                                             | Terceiro                                            |
| ---------------- | ---------------------------------------------------- | --------------------------------------------------- | --------------------------------------------------- |
| 1913             | Alfred Goullet Joe Fogler                            | Victor Dupré Octave Lapize                          | Robert Walthour George Wiley                        |
| 1914             | Léon Hourlier Léon Comès                             | Alfred Goullet Alfred Grenda                        | André Perchicot Oscar Egg                           |
| 1915-20          | Não-disputados                                       |                                                     |                                                     |
| 1921             | Oscar Egg Georges Sérès                              | Émile Aerts Alfons Spiessens                        | Marcel Dupuy Jules Miquel                           |
| 1922             | Émile Aerts Georges Sérès                            | Alfred Grenda Reginald McNamara                     | Alfred Beyl Louis Billard                           |
| 1923             | Piet van Kempen Oscar Egg                            | Jean Chardon Georges Vandenhove                     | Aloïs Persyn Pierre Vandevelde                      |
| 1924             | Émile Aerts Georges Sérès                            | Maurice Brocco César Debaets                        | Charles Deruyter Pierre Sergent                     |
| 1925             | Piet van Kempen Alfred Beyl                          | Oscar Egg Lucien Louet                              | Maurice Dewolf Henri Stockelynck                    |
| 1926             | Charles Lacquehay Georges Wambst                     | André Marcot Etienne Putzeis                        | Maurice Dewolf Henri Stockelynck                    |
| 1927             | Émile Aerts Reginald McNamara                        | Georges Vandenhove René Vandenhove                  | Henri Aerts Natal Duvivier                          |
| 1928 (abril)     | Charles Lacquehay Georges Wambst                     | Gabriel Marcillac Georges Faudet                    | Piet van Kempen André Raynaud                       |
| 1928 (agosto)    | Onésime Boucheron Alessandro Tonani                  | Lucien Choury Louis Fabre                           | Hubert Opperman François Urago                      |
| 1929             | André Raynaud Octave Dayen                           | Costante Girardengo Pietro Linari                   | Georges Faudet Lucien Louet                         |
| 1930             | Charles Pélissier Armand Blanchonnet                 | Harry Horan Paul Buschenhagen                       | Lucien Choury Louis Fabre                           |
| 1931             | Pietro Linari Alfredo Dinale                         | Piet van Kempen Jan Pijnenburg                      | Georges Coupry Onésime Boucheron                    |
| 1932             | Piet van Kempen Jan Pijnenburg                       | Adolphe Charlier Roger Deneef                       | Georges Wambst Paul Broccardo                       |
| 1933             | Paul Broccardo Marcel Guimbretiere                   | Jan Pijnenburg Cor Wals                             | Pietro Linari Learco Guerra                         |
| 1934             | Jan Pijnenburg Cor Wals                              | Jean Aerts Adolphe Charlier                         | Albert Buysse Roger Deneef                          |
| 1935 (março)     | Paul Broccardo Marcel Guimbretiere                   | Jan Pijnenburg Cor Wals                             | Adolphe Charlier Roger Deneef                       |
| 1935 (novembro)  | Maurice Archambaud Roger Lapébie                     | Learco Guerra Giuseppe Olmo                         | Romain Maes Sylvère Maes                            |
| 1936             | Kees Pellenaars Adolf Schön                          | Émile Ignat Émile Diot                              | Maurice Archambaud Roger Lapébie                    |
| 1937             | Cor Wals Albert Billiet                              | Learco Guerra Raffaele Di Paco                      | Arthur Sérès René Bouchard                          |
| 1938             | Karel Kaers Albert Billiet                           | Émile Ignat Émile Diot                              | Jan Pijnenburg Cor Wals                             |
| 1939             | Albert Buysse Albert Billiet                         | René Bouchard Kees Pellenaars                       | Dirk Groenewegen Camiel Dekuysscher                 |
| 1940-45          | Não-disputados                                       |                                                     |                                                     |
| 1946             | Gerrit Schulte Gerrit Boeyen                         | Arthur Sérès Guy Lapébie                            | Achiel Bruneel Omer De Bruycker                     |
| 1947             | Achiel Bruneel Robert Naeye                          | Hans Knecht Ferdinand Kübler                        | Jacques Girard Raymond Louviot                      |
| 1948             | Arthur Sérès Guy Lapébie                             | Gerrit Schulte Gerrit Boeyen                        | Albert Bruylandt René Adriaenssens                  |
| 1949             | Guy Lapébie Achiel Bruneel                           | Albert Bruylandt René Adriaenssens                  | Marcel Kint Rik Van Steenbergen                     |
| 1950             | Gerrit Schulte Gerrit Peters                         | Guy Lapébie Achiel Bruneel                          | Hugo Koblet Armin von Büren                         |
| 1951             | Albert Bruylandt René Adriaenssens                   | Achiel Bruneel Josef De Beuckelaer                  | Raymond Goussot Rik Van Steenbergen                 |
| 1952             | Achiel Bruneel Rik Van Steenbergen                   | Gerrit Schulte Gerrit Peters                        | Alfred Strom Reginald Arnold                        |
| 1953             | Gerrit Schulte Gerrit Peters                         | Achiel Bruneel Rik Van Steenbergen                  | Oscar Plattner hans Hörmann                         |
| 1954             | Roger Godeau Georges Senfftleben                     | Lucien Gillen Ferdinando Terruzzi                   | Émile Carrara Dominique Forlini                     |
| 1955             | Reginald Arnold Sydney Patterson Russell Mockridge   | Gerrit Schulte Gerrit Peters Jan Derksen            | Émile Severeyns Paul Depaepe Leon Van Daele         |
| 1956             | Oscar Plattner Jean Roth Walter Bücher               | Lucien Acou Leon Van Daele Arsène Rijkaert          | Georges Senfftleben Pierre Michel Dominique Forlini |
| 1957             | Jacques Anquetil André Darrigade Ferdinando Terruzzi | Louison Bobet Georges Senfftleben Dominique Forlini | Willy Vannitsen Leon Van Daele Alfred De Bruyne     |
| 1958             | Jacques Anquetil André Darrigade Ferdinando Terruzzi | Émile Carrara Georges Senfftleben Mino De Rossi     | Pierre Moreno Dominique Forlini Jean Forestier      |
| 1959-83          | Não-disputados                                       |                                                     |                                                     |
| 1984 (fevereiro) | Bernard Vallet Gert Frank                            | Francesco Moser Dietrich Thurau                     | Constant Tourné Etienne De Wilde                    |
| 1984 (novembro)  | René Pijnen Francesco Moser                          | Gert Frank Bernard Vallet                           | Danny Clark Gary Wiggins                            |
| 1985             | Etienne De Wilde Constant Tourné                     | Anthony Doyle Stephen Roche                         | Gert Frank Bernard Vallet                           |
| 1986             | Danny Clark Bernard Vallet                           | Anthony Doyle Charly Mottet                         | Guido Bontempi Francesco Moser                      |
| 1987             | Não-disputado                                        |                                                     |                                                     |
| 1988             | Danny Clark Anthony Doyle                            | Pierangelo Bincoletto Francesco Moser               | Laurent Biondi Bernard Vallet                       |
| 1989             | Etienne De Wilde Charly Mottet                       | Urs Freuler Laurent Fignon                          | Pierangelo Bincoletto Adriano Baffi                 |

## Os Seis Dias de Paris na literatura
- Paul Morand vive a carreira desde o estande de um corredor em « A noite dos Seis-Dias », nova da selecção Aberta a noite.
- Em Paris é uma festa, Ernest Hemingway, que tem vivido algumas loucas noites ao Vel' de Hiv', evoca a « luz fumadora » dos Seis-Dias de Paris.

## Os Seis Dias de Paris ao cinema
Em 1925, René Sti gira A Incógnita dos Seis Dias., com Tania Fédor, Michel Simon e Maurice Brocco no uma das cenas giras durante os Seis Dias de Paris, no sábado 6 de março de 1925, um filme inédito. Devido a diferenças entre René Sti e a sociedade de distribuição, este filme não foi exibido em sala
Bob Desmarets intérprete do seu próprio papel, de director do Vel' de Hiv, em Le Roi des resquilleurs filme francês realizado por Pierre Colombier, exibido em 1930.